# 광의황후 (당)
광의황후 가씨(光懿皇后 賈氏, 생몰년 미상)는 북위의 당주(幢主)인 이천석의 부인으로 당 고조의 증조모이다. 이천석과의 사이에서 이호를 낳았으며 이연이 당나라를 세우자 그의 부군인 이천석은 의왕(懿王)으로 추존되었으나 그 부인은 왕비로 추존되지 않았다.
674년 8월 15일, 내손인 당 고종이 의왕을 의조로 추존함과 동시에 그의 부인인 가씨도 광의황후(光懿皇后)로 추존하였다.